# Marie-Eugène de l'Enfant-Jésus
Marie-Eugene de L'Enfant-Jésus (2 de dezembro de 1894 - 27 de março de 1967) - nascido Henri Grialou - era um padre católico romano francês e um membro professo dos Carmelitas Descalços, da qual era membro logo após sua ordenação.Grialou ocupou vários cargos de liderança em sua congregação e foi um grande viajante como administrador de uma série de conventos e mosteiros carmelitas diferentes em todo o mundo. Ele foi o fundador do Instituto Notre-Dame de Vie. Grialou também foi um notável escritor espiritual e escreveu extensamente sobre o carisma carmelita, bem como sobre uma série de luminares carmelitas.
A vida de Grialou foi impulsionada pela devoção ao carisma carmelita e pela difusão e promoção do zelo evangélico. Seu lema em vida era "traditus gratiae Dei" (rendido à graça de Deus). Ele garantiu que os ensinamentos carmelitas e seu carisma fossem promovidos entre os fiéis.
Ele foi proclamado Venerável em 19 de dezembro de 2011, depois que o Papa Bento XVI assinou um decreto que reconheceu o fato de que Grialou viveu uma vida de virtudes heroicas. Um milagre necessário para a beatificação recebeu a aprovação do Papa Francisco em 3 de março de 2016; sua beatificação foi celebrada em 19 de novembro de 2016 em Avignon e o cardeal Angelo Amato presidiu a celebração em nome do papa.

## Vida

O status de chevalier de Grialou na Legião de Honra.

Henri Grialou nasceu em 2 de dezembro de 1894 em Le Gua como um dos cinco filhos de Auguste Grialou (1860-1904) e Marie Miral; seu pai morreu de pneumonia pouco antes de Grialou fazer dez anos. Ele tinha quatro irmãos: havia Marius como o primeiro e depois Fernande com Angèle e Berthe (falecido em 2 de janeiro de 1958) em seguida.
Na sua infância, o seu único desejo era tornar-se padre, mas tornou-se mais concreto no final da sua infância. De setembro de 1905 a setembro de 1907, ele recebeu uma educação gratuita dos Padres do Espírito Santo em Suzio e em Langogne. Sua mãe trabalhou duro para enviá-lo para os estudos em outubro de 1908 no seminário menor de Graves; seu pai morreu de tuberculose em agosto de 1904. Grialou ingressou no seminário maior de Rodez em outubro de 1911, onde descobriu a vida e as obras de Teresa de Lisieux - então, apenas iniciando o caminho da santificação.  Durante seus estudos, ele disse dela: "Acho admirável sua vida escrita por ela mesma. Já li várias vezes e comprei um exemplar para poder ler com frequência". Sua formação e estudos foram interrompidos com a eclosão da Primeira Guerra Mundial e Grialou serviu na linha de frente como oficial. No final da guerra e sua dispensa em 1919, ele tinha o posto de tenente e foi condecorado como chevalier na Legião de Honra com a cruz militar. Ele e seus homens sentiam a poderosa proteção de Thérèse de Lisieux e se consolava com o fato de ter um poderoso intercessor protegendo a ele e a seus companheiros. Nos anos 1920 - antes de sua canonização - escreveu sobre ela: “Parece-me que a missão da pequena Beata é difundir o amor divino nas almas na forma que Deus quiser para o nosso tempo”. Em 1920, ele descobriu os escritos de João da Cruz e foi movido e inspirado a olhar além de sua vocação para algo muito mais e, como resultado, sentiu um chamado maior: à vida monástica e aos Carmelitas. Mas isso garantiu a resistência de sua mãe em 1921, mas mais tarde ela cedeu à determinação de seu filho.
Grialou foi ordenado sacerdote em 4 de fevereiro de 1922 e assumiu o novo nome religioso de "Marie-Eugène de L'Enfant-Jésus" ao entrar na ordem. Na sua ordenação disse: «Sou sacerdote, sacerdote para a eternidade ... amanhã te terei nas mãos e te entregarei, Jesus. Você será meu e quero me associar ao Seu sacrifício... " Começou o noviciado nas Carmelitas Descalças depois de entrar, a 24 de fevereiro de 1922, em Avon, perto de Fontainebleau, e seu novo nome demonstrou sua profunda inspiração para a Florzinha; assim que entrou, disse a respeito: "Minha vocação é certa."  Grialou foi recebido na ordem com seu novo nome e recebeu o hábito carmelita em 10 de março de 1922.
Como sacerdote, assumiu a tarefa de dar a conhecer os ensinamentos dos santos carmelitas e acreditava que os caminhos da contemplação e da santidade pessoal estavam abertos a todos os fiéis cristãos. Suas duas obras principais - "Quero ver a Deus" e "I am a Daughter of the Church" - oferecem uma rica visão sobre o carisma carmelita e também são estudos abrangentes dos grandes luminares carmelitas. Isso incluía a Florzinha e João da Cruz, mas também Teresa de Ávila.
Na festa de Pentecostes de 1929, três mulheres vieram ter com ele e eram diretoras de um colégio feminino em Marselha - entre elas estava Marie Pila. Ele estabeleceu sua própria congregação religiosa - o Instituto Secular de Notre-Dame de Vie - ao lado de Pila em 1932 em Venasque. Em 1936 ele era o prior de todos os conventos de Agen e o mesmo, mas em Mônaco de 1936 a 1937. Ele era um viajante frequente e visitou as Filipinas em dezembro de 1954, quando o primeiro ramo de seu instituto foi aberto lá; celebrou ali sua primeira Missa do instituto em 25 de dezembro de 1954 e depois voltaria à nação em 1964. Ele procurou revitalizar os mosteiros e conventos carmelitas e, portanto, o Papa Pio XII em 1948 fez dele um Visitador Apostólico para que ele fizesse isso. Na própria ordem foi Definidor Geral (1937-1954) e Vigário Geral (1954-1955); no último posto, ele viajou para uma série de mosteiros carmelitas diferentes.  Sua irmã Berthe juntou-se à sua ordem em 1939 - ela sofreu um acidente em 1942 e foi curada - e mais tarde morreu em 2 de janeiro de 1958. Ele visitou - de 4 de maio de 1960 a 6 de junho - o Canadá e foi visitar os conventos carmelitas em lugares como Montreal e Dolbeau. Mais tarde, ele retornou ao Canadá de 25 de junho a 18 de julho de 1963 ao lado de Marie Pila e visitou o México com ela de 1 de julho de 1961 a 20 de agosto. Mais tarde, ele visitou o Extremo Oriente ao lado de Pila de 18 de janeiro de 1964 a 18 de fevereiro e fez escalas em Roma, bem como em Saigon e Dalat, antes de passar duas semanas nas Filipinas. O sacerdote viajou novamente ao Canadá de 25 de maio de 1964 a 6 de junho e voltou ao Canadá de 27 de junho a 18 de julho de 1966.
Ele morreu em 27 de março de 1967 após a Páscoa, pois sua saúde piorou desde 1965. Suas palavras finais aos que se reuniram ao lado de sua cama foram: "Quanto a mim, estou a caminho de uma união perfeita com o Espírito Santo". Ele havia sofrido de uma pneumonia grave de 18 de fevereiro de 1965 até 25 de fevereiro e acreditava que morreria naquele período. O ramo feminino laico recebe a aprovação papal em 24 de agosto de 1962 e os outros dois ramos 21 de novembro de 1973, respectivamente com o nome de Filho de Nossa Senhora da Vida e dos Padres de Nossa Senhora da Vida. Embora canonicamente autônomos, os três ramos formam uma única família espiritual e colaboram intimamente.

### Legado
O Instituto Secular de Notre-Dame de Vie - desde sua morte - se expandiu para o Japão e Canadá, entre outros estados como Polônia e México. Desde então, a congregação se expandiu mais nos respectivos países em termos de número de membros e casas predefinidas.

## Processo de beatificação
O processo de beatificação foi iniciado em Avignon em 7 de abril de 1985 e viu a acumulação de todos os documentos e escritos a ele associados. Sua vida e suas obras - e a de sua congregação religiosa - foram colocadas sob cuidadosa investigação também; 25 000 páginas de documentação e depoimentos de testemunhas fizeram parte deste processo. O processo foi encerrado em 5 de março de 1994 em Avignon; este processo começou quando isso aconteceu, apesar do fato de que a introdução oficial da causa não aconteceu até 27 de setembro de 1985 sob o Papa João Paulo II - isso concedeu-lhe o título de Servo de Deus.
Outro processo foi aberto no Japão e durou menos de uma semana de 3 de abril de 1990 a 5 de abril de 1990. Ambos os processos foram declarados válidos em 24 de março de 1999 e também foram ratificados. Isso permitiu que a Congregação para as Causas dos Santos iniciasse sua própria investigação sobre a causa no que seria a chamada "Fase Romana". A Positio foi submetida a Roma em 2000 e submetida a teólogos que aprovaram o conteúdo da Positio.
Em 19 de dezembro de 2011, ele foi proclamado Venerável depois que o Papa Bento XVI reconheceu que Grialou viveu um modelo de vida cristã de virtude heroica - cardeal e teológica - que o papa considerou Grialou exercida em um grau favorável.
O milagre necessário para a beatificação foi investigado e enviado à Congregação para as Causas dos Santos em Roma para sua própria investigação. A junta médica que os aconselha se reuniu para discutir a cura em 28 de maio de 2015 e a aprovou como sendo um milagre. O conselho passou para teólogos que também se reuniram e aprovaram o caso como sendo um milagre em 1 de dezembro de 2015 e os membros cardeais e bispos da Congregação se reuniram e aprovaram a cura como um milagre em 1 de março de 2016. Foi passado para o papa para sua aprovação e o recebeu em 3 de março de 2016.
Relatórios anteriores indicavam que a beatificação poderia ter ocorrido em 2017. A beatificação foi celebrada em Avignon em 19 de novembro de 2016, com o cardeal Angelo Amato presidindo em nome do pontífice.
O atual postulador da causa é o padre carmelita descalço Romano Gambalunga.